# 仁和集战斗
仁和集战斗是是发生在第一次国共内战期间潢光战役中的一次战斗。由红四方面军红73师进攻国军驻守的的仁和集地区。

## 战役经过
1932年6月12日，红四方面军发动了潢光战役。6月12日，第73师和少共国际团在仁和集形成一个包围圈，但由于守备国军工事坚固，红军决定采取围点打援的战术，又时常袭扰仁和集的国军。璞塔集战斗结束后，守备国军恐也被红军围歼，故在14日和15日多次突围，均被打退。16日，其中两个团突破防线向西逃跑，红军乘此机会发动进攻，消灭剩余部队。而突围的国军亦被追剿于谈楼地区。

## 战果
国军的三个团被消灭，旅长李万林被俘。